# Annibale Ludovico Faussone
Annibale Ludovico Faussone (Torino, 16 gennaio 1649 – Ceva, 15 ottobre 1708) è stato un politico italiano, sindaco di Torino nel 1682, nel 1693 e nel 1698.

## Biografia
Nacque a Torino nel 1649 da Gaspare (morto nel 1655) e da Anna Eleonora Morozzo (morta nel 1667).
Sposò Elena Leone (1656-1707), con cui ebbe due figli .
Il nipote Annibale sarà sindaco di Torino nel 1756 e nel 1771.